# 圣布鲁万勒布瓦
圣布鲁万勒布瓦（法語：Saint-Broingt-le-Bois，法語發音：[sɛ̃ bʁwɛ̃ lə bwa]）是法国上马恩省的一个市镇，属于朗格勒区。

## 地理
圣布鲁万勒布瓦（47°43'59"N, 5°25'17"E）面积4.49 平方千米，位于法国大東部大區上马恩省，该省份为法国东北部内陆省份，北起马恩省和默兹省，西接奥布省，西南接科多尔省，东南接上索恩省，东临孚日省。
与圣布鲁万勒布瓦接壤的市镇（或旧市镇、城区）包括：沙西尼、格朗尚、大厄耶、马村、里维耶尔勒布瓦。

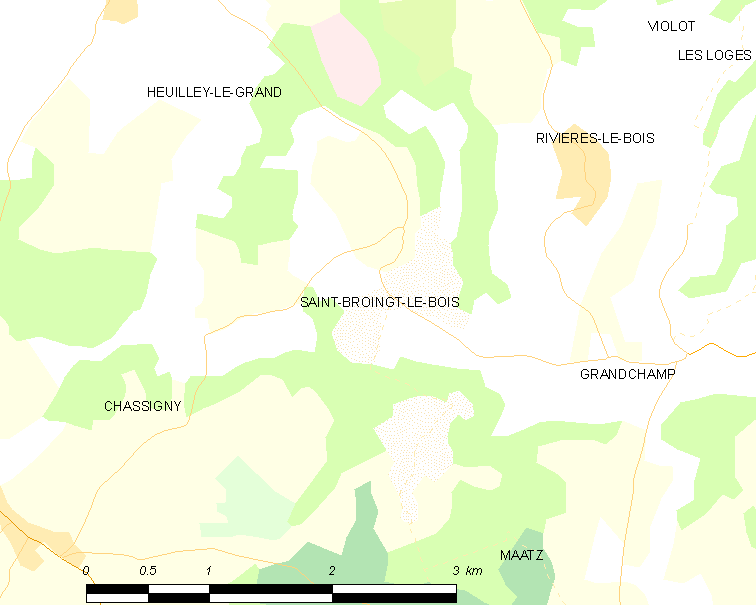
圣布鲁万勒布瓦的OSM定位图

圣布鲁万勒布瓦的时区为UTC+01:00、UTC+02:00（夏令时）。

## 行政
圣布鲁万勒布瓦的邮政编码为52190，INSEE市镇编码为52445。

## 政治
圣布鲁万勒布瓦所属的省级选区为沙兰德雷县。

## 人口

1962-2008年间圣布鲁万勒布瓦人口变化图示

圣布鲁万勒布瓦于2022年1月1日时的人口数量为71人。